# 1937 في البرازيل
فيما يلي قوائم الأحداث التي وقعت خلال عام 1937 في البرازيل.

## رياضة
- 1 يناير – بطولة أمريكا الجنوبية لألعاب القوى 1937
- 1 يناير – بطولة باوليستا 1937 الفائز نادي كورينثيانز.
- 1 يناير – بطولة كاريوكا 1937 الفائز نادي ساو كريستوفاو.

## مواليد

### يناير
- 16 يناير – لويز بوينو
- 27 يناير – جواو أنطونيو كاتب برازيلي.

### مارس
- 18 أبريل – مارسيا هايدي
- 20 مارس – باولو خوسيه ممثل برازيلي.

### أبريل
- 18 أبريل – مارسيا هايدي
- 26 أبريل – مانغا لاعب كرة قدم برازيلي.

### مايو
- 20 يوليو – فيكتور أنطونيو تامايو بيتانكورت قس كاثوليكي كولومبي.

### يوليو
- 6 يوليو – لويس روتشا سياسي برازيلي.
- 16 يوليو – ولامير ماركيز لاعب كرة سلة برازيلي.
- 20 يوليو – فيكتور أنطونيو تامايو بيتانكورت قس كاثوليكي كولومبي.

### أغسطس
- 29 أغسطس – خوسيه رامالهو لاعب كرة طائرة برازيلي.

### أكتوبر
- 13 أكتوبر – جويل ناسيمنتو موسيقي برازيلي.

### نوفمبر
- 16 نوفمبر – يورغ برودر متسابق يخت برازيلي.

### ديسمبر
- 24 ديسمبر – فيليكس مييلي فينيراندو لاعب كرة قدم برازيلي.

## وفيات

### يناير
- 19 يناير – ألبرتو دي أوليفيرا (مواليد 1857) كاتب برازيلي.

### مايو
- 4 مايو – باولو سيتوبال (مواليد 1893) كاتب برازيلي.
- 4 مايو – نويل روزا (مواليد 1910) موسيقي برازيلي.

### أغسطس
- 21 أغسطس – فيتور فيانا (مواليد 1881)

### أكتوبر
- 11 أكتوبر – تيودورو فرناندس سامبايو (مواليد 1855)